# Tom White and the Mad Circus
A Tom White and the Mad Circus magyar rockabillyegyüttes.

## Az együttes története
2012-ben alakultak.

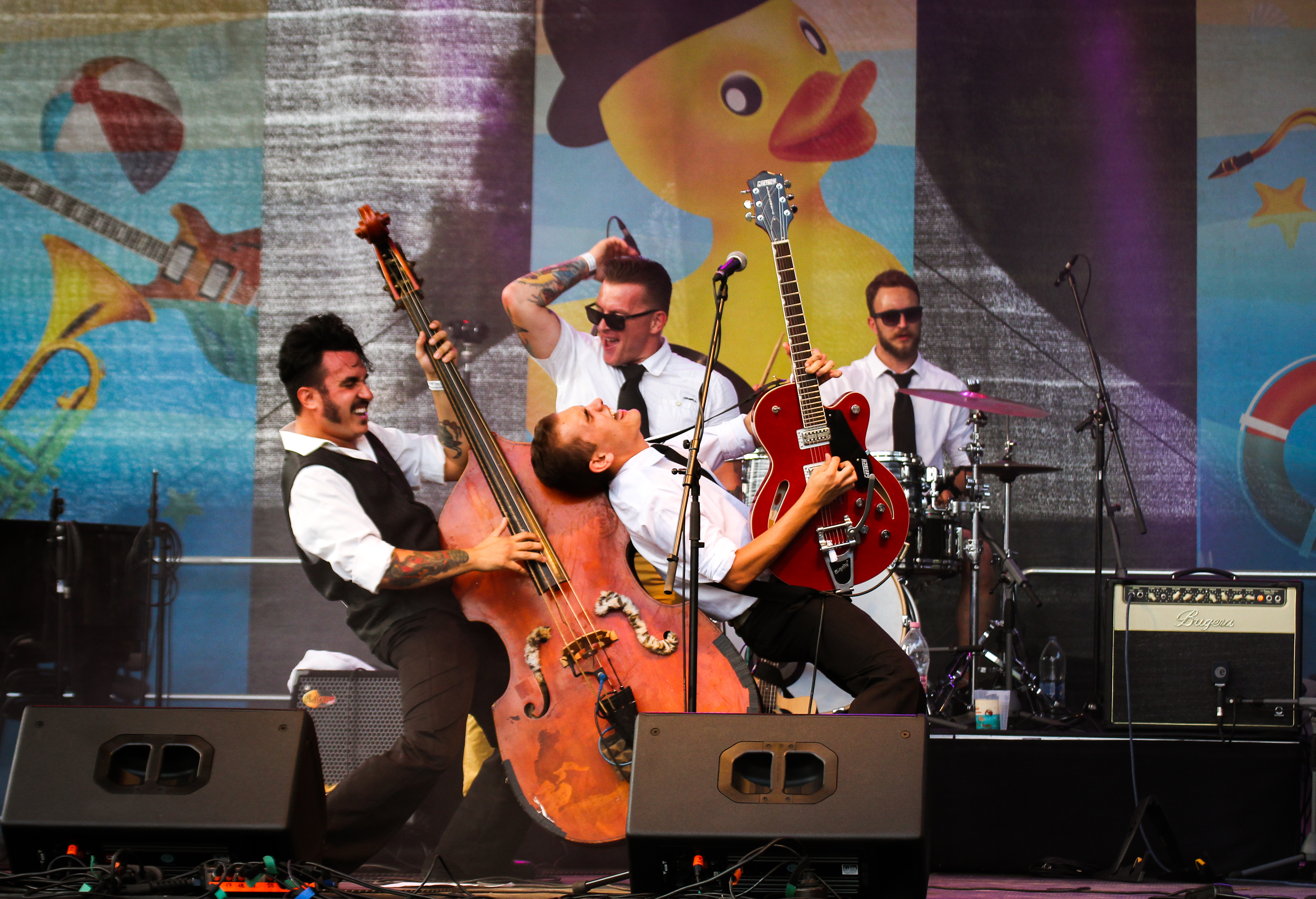

A 2016 nyarán megjelent Porondon című kiadvány idehaza egyedülálló BRASS kísérettel[pontosabban?] került rögzítésre.
Az igazi kitörést az oldies zenei szubkultúrát képviselő zenekarok közül a 2018-as X Faktor hozta meg, ahol az előválogatók után egyetlen zenekarként a közel 4000 versenyző közül a második „Élő show” után, hatodik helyen végzett a formáció. Műsoruk szerves részét azóta is  a 90-es évek hazai retro és a mai világslágerek rockabilly átdolgozásai alkotják.
2019 elején egy brazíliai turné során 26 nap alatt 12 városban 14 koncertet adtak, utazva ezért több mint 7000 kilométert. Még a Pschyco Carneválon is hatalmas sikert arattak. Május végén meghívást, majd pedig újabb visszahívást kaptak Torontóba a Hungaro Festre. Szintén ebben az évben koncerteztek Ausztriában, Németországban, Szlovéniában, Szerbiában, Romániában, Cipruson.
2021-ben felvételre került egy A38-as tévékoncert, illetve pár héttel később a Stream On You által egy online koncert, amiből kiadtak egy élő albumot Live Rockabilly Attack at Stream On You címen.

## Tagok

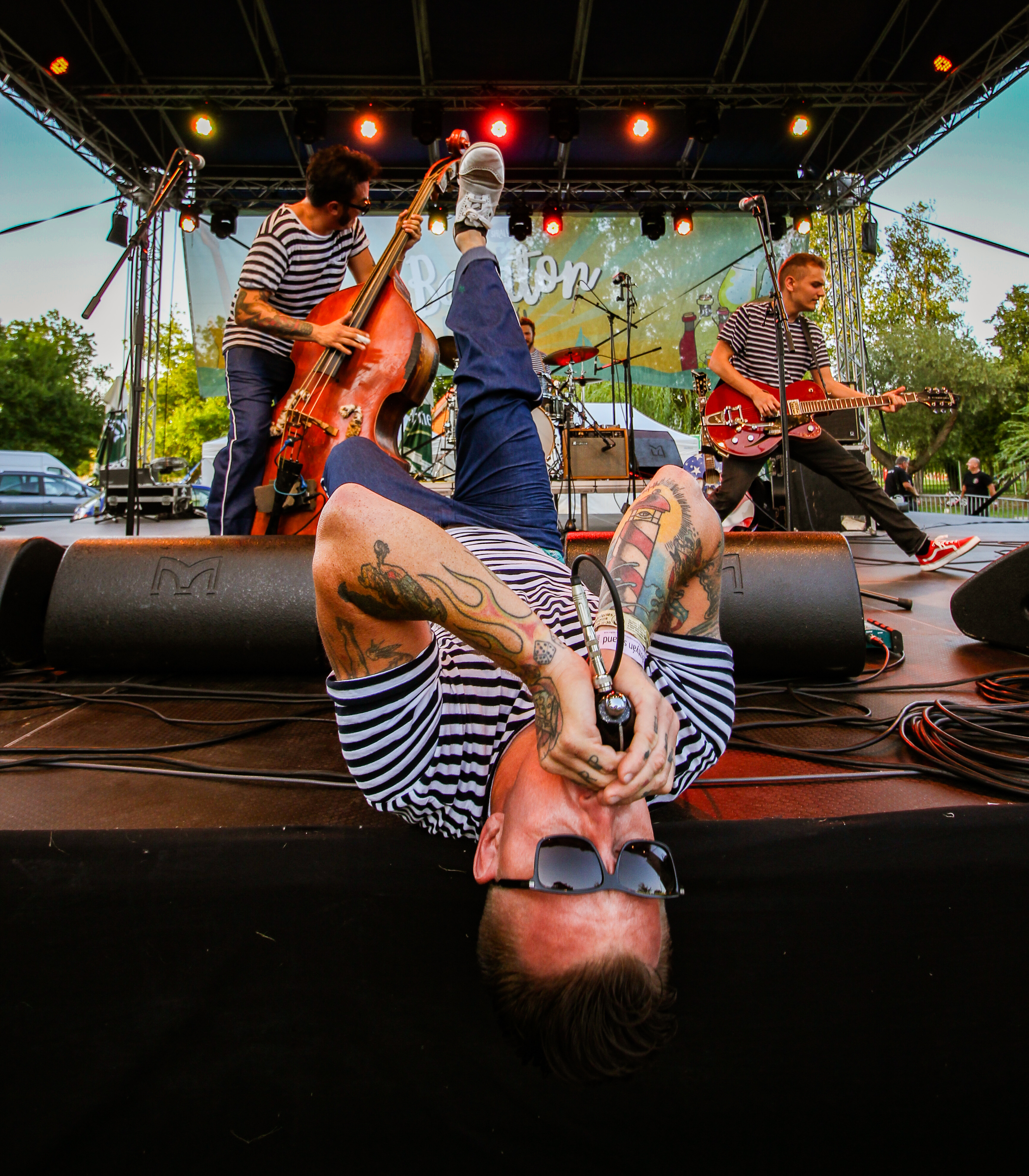

- Fehér Tamás "Tom White" – zenekarvezető, szájharmonika, ének, szövegírás
- Schiffler Patrik „Ricky” – gitár, ének, dalszerzés, szövegfordítás
- Buzsik Tamás – dob, ütőhangszerek
- Kéri Kolos – basszusgitár, nagybőgő, vokál